# طفره رفتن از خواب

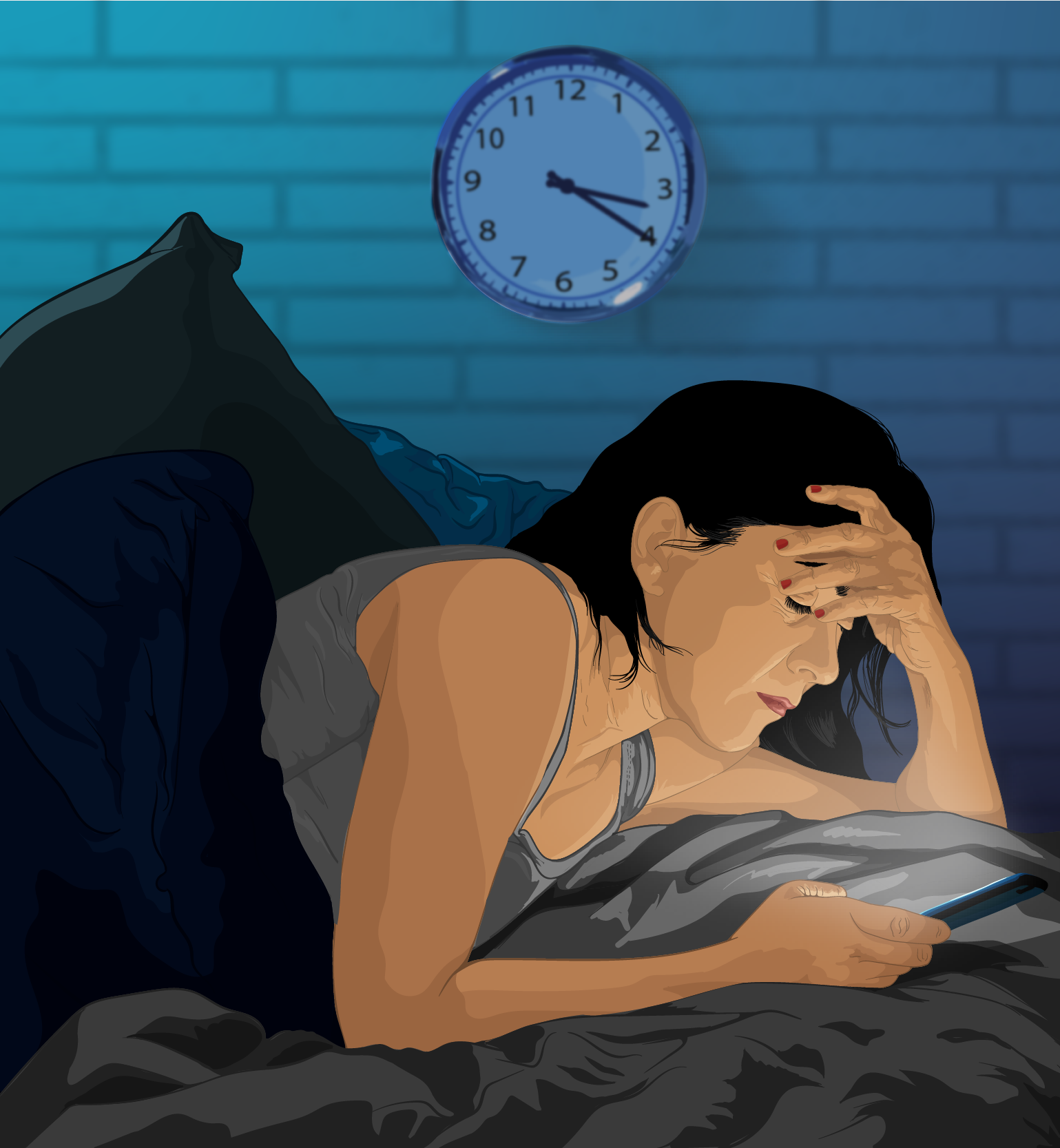
زنی که در اواخر شب از گوشی هوشمند خود استفاده می‌کند

طفره رفتن از خواب یا انتقام جویی به تعویق انداختن خواب (به انگلیسی: Bedtime procrastination) یک پدیده روانشناختی است که در آن افراد دیرتر از زمانی که می‌خواهند بیدار می‌مانند و سعی می‌کنند شب را کنترل کنند زیرا خود را (شاید ناخودآگاه) فاقد تأثیر بر رویدادهای روز می‌دانند.

## منشأ اصطلاح
پیشوند «انتقام» برای اولین بار در اواخر سال ۲۰۱۰ در چین دیده شد که احتمالاً مربوط به سیستم ساعت کاری ۹۹۶ (۷۲ ساعت در هفته) است. «انتقام» زیرا بسیاری احساس می‌کنند که این تنها راهی است که می‌توانند کنترل خود را در طول روز به دست بگیرند.
بر اساس یک مطالعه سال ۲۰۱۴ در هلند، اصطلاح طفره رفتن از خواب رایج شد.

## علل
یک فرد ممکن است به دلایل مختلف خواب را به تعویق و تأخیر بیندازد. ممکن است فرد لزوماً از خواب خود اجتناب نکند، بلکه به انجام فعالیت‌هایی که به نظرشان لذت‌بخش‌تر از خواب است (مانند تماشای تلویزیون یا مرور رسانه‌های اجتماعی) ادامه می‌دهند. در قرن بیست و یکم عوامل حواس‌پرتی زیادی وجود دارد: کسب عوامل حواس‌پرتی برای به تعویق انداختن خواب بسیار آسان‌تر از دهه‌های قبل است.

## عواقب
فردی که به تعویق انداختن خواب خود را تجربه می‌کند، احتمالاً با عوارض مربوط به تأخیر در خواب روبرو می‌شود. یک مطالعه نشان داد که به تعویق انداختن خواب اغلب با کمبود خواب و تجربه خستگی بیشتر در طول روز مرتبط است.
به تعویق انداختن خواب منجر به کیفیت خواب ضعیف می‌شود و می‌تواند نشانه ای از خودتنظیمی ضعیف باشد.
به تعویق انداختن زمان خواب می‌تواند باعث کم خوابی شود که منجر به کندی فکر کردن، سطح توجه پایین، حافظه بد، تصمیم‌گیری بد، استرس، اضطراب و تحریک می‌شود. اگر کمبود خواب به سرعت درمان نشود، عواقب طولانی مدت آن شامل بیماری قلبی، دیابت، چاقی، ضعف سیستم ایمنی، درد، مشکلات هورمونی و مشکلات سلامت روان است.